# Глинське (Ізюмський район)
Гли́нське — село в Україні, у Ізюмській міській громаді Ізюмського району Харківської області. Населення становить 179 осіб. До 2020 орган місцевого самоврядування — Левківська сільська рада.

## Географія
Село Глинське знаходиться за 2 км від міста Ізюм. Поруч із селом проходить автомобільна дорога E40 (М03). За 3 км знаходиться залізнична станція Пимонівка (Платформа 731 км). До села примикає великий лісовий масив (сосна).

## Історія
1779 рік - дата першої згадки села
Під час організованого радянською владою Голодомору 1932—1933 років померло щонайменше 9 жителів села.
12 червня 2020 року, розпорядженням Кабінету Міністрів України № 725-р «Про визначення адміністративних центрів та затвердження територій територіальних громад Харківської області», увійшло до складу Ізюмської міської громади.
19 липня 2020 року, в результаті адміністративно-територіальної реформи та ліквідації Ізюмського району (1923—2020), село увійшло до складу новоутвореного Ізюмського району.

## Населення
Згідно з переписом УРСР 1989 року чисельність наявного населення села становила 209 осіб, з яких 85 чоловіків та 124 жінки.
За переписом населення України 2001 року в селі мешкало 180 осіб.

### Мова
Розподіл населення за рідною мовою за даними перепису 2001 року:
| Мова       | Відсоток |
| ---------- | -------- |
| українська | 93,85 %  |
| російська  | 6,15 %   |

## Економіка
- Молочно-товарна ферма.